# Gurutze Beitia
Gurutze Beitia Basterretxea (Bilbao, 15 de mayo de 1965) es una presentadora de televisión, actriz y humorista española.

## Biografía
Licenciada en Ciencias Sociales y de la Comunicación por la Universidad del País Vasco, Beitia comenzó su carrera en la interpretación tras formarse en la escuela de cine Juan de Antxieta en Bilbao. Actriz de marcada vis cómica, inició sus trabajos como intérprete en programas de humor de Euskal Telebista y con monólogos humorísticos, por los que consiguió gran popularidad en el País Vasco. Igualmente, tiene una amplia experiencia en teatro. Desde 2019 es reconocida a nivel nacional por su papel de Arantxa en la telenovela Acacias 38 de TVE.

## Televisión
- Colaboradora en magazines de ETB como “Aspaldiko” (con Antxon Urrusolo y Arantza Sinobas),  “Lo que faltaba” (con Yolanda Alzola y Txetxu Ugalde), "Pásalo" (con Iñaki López y Adela González), "La Gran Evasión" o "Algo Pasa con López" (con Carlos Sobera e Iñaki López).
- Monologuista en el programa de Antena 3 “Hazme reír” (2003).
- Presentadora, guionista, y actriz del programa de ETB “Más Humor” (2002-2004).
- Presentadora del programa “Pika-Pika” de ETB (2005-2006).
- “La Familia Mata” (2008).
- “El gordo” (2009).
- Acacias, 38, (2019 -2020)
- Salón de té La Moderna, (2024)

## Cine
- "Igelak” (2015)
- “Alaba Zintzoa” (2013)
- “Zigortzaileak” de Alfonso Arandia y Arantza Ibarra (2009)
- “Sukalde Kontuak” (2008)

## Teatro
- "24 horas mintiendo"[3]
- “Lady be good”
- “El dúo de la africana”
- “De cuerpo presente”
- “La última oportunidad”[4]
- “Bilbao, Bilbao el musical”
- “Emma”
- “Los persas”
- "Todos nacemos vascos”[5]
- “Cocidito madrileño”